# National Consumers League
La National Consumers League ou NCL (Ligue nationale des consommateurs) est une organisation américaine à but non lucratif fondée en 1899 par Jane Addams, Josephine Shaw Lowell et Leonora O'Reilly. Sa première secrétaire générale fut Florence Kelley. Cette organisation a pour but de faire entendre les revendications des consommateurs et des travailleurs. En termes de consommation cette organisation préfigure le commerce éthique et  équitable en valorisant et favorisant la production et la distribution de biens de qualité à des prix raisonnables, élaborés dans des conditions de travail justes, sûres et saines assurant un niveau de vie décent pour les travailleurs. Bon nombre des objectifs de la NCL, tels que l'établissement d'un salaire minimum et la limitation des heures de travail, ont directement profité aux travailleuses pauvres.

## Étapes historiques

### Les origines
En 1888, Leonora O'Reilly, une jeune ouvrière travaillant dans une chemiserie et syndicaliste, invite les femmes les plus influentes de New York à une réunion de la Working Women's Society, elle invite les femmes présentes à venir en aide à leurs sœurs travaillant dans des conditions particulièrement dures et sous payées. À la fin de la réunion, il fut décidé de créer une commission qui dresserait une liste d'ateliers qui rémunèrent à un juste salaire leurs employées dans des conditions de travail ne suscitant pas le stress de la compétition à tout prix. Cette liste serait publiée afin de mettre en avant ces entreprises éthiques. 
Josephine Shaw Lowell crée en 1891, la Consumer's League of New York qui dresse une "liste blanche" de quarante magasins observant une charte dite de "Fair House" (Maison équitable). D'autres ligues se créent dans le Massachusetts, l'Illinois, la Pennsylvanie ; en 1899, elles se fédèrent pour créer la National Consumers League (NCL). Son slogan est  « Investigate, agitate, legislate » (enquêter, alerter, légiférer),. 

### Le développement de 1899 à 1916
Dans les cinq ans suivant sa création, la NCL s'implante dans vingt États, essentiellement les États industrialisés du nord-est et du Midwest. La NCL est toutefois présente dans deux grandes villes du Sud : Louisville dans le Kentucky et la Nouvelle-Orléans dans la Louisiane. En 1916, la NCL compte 15 000 adhérents répandus dans 46 États.

### Le Label "Fair House" (Maison équitable)
Pour figurer sur la "Liste blanche" des entreprises équitables de la NCL, il faut satisfaire des engagements divers. En 1901 les obligations pour obtenir le label sont les suivantes : 
- abolition des discriminations sexuelles : à travail égal, salaire égal,
- salaire minimum de 6 $ par semaine,
- le salaire est versé chaque semaine,
- les amendes sont versées à un fonds de solidarité des salariés,
- les journées sont de 10 heures, incluant une pause de 45 minutes pour déjeuner,
- les salariés ont droit à une demi-journée chômée par semaine,
- les jours fériés sont rémunérés,
- les salles de repos, de réfection sont à part des ateliers et doivent être conformes aux lois d'hygiène en vigueur.
- l'entreprise fournit des sièges pour les vendeuses,
- l’entreprise n'emploie pas des mineurs en dessous de 14 ans,
- En conclusion une entreprise équitable a pour règle un comportement respectueux et humaniste envers ses employés[5].

## Figures marquantes
- Florence Kelley
- Frances Perkins
- Esther Peterson (en)

### Encyclopédies
- (en) Gloria Lotha, « National Consumers League », Britannica,‎ 4 septembre 2006 (lire en ligne )

### Livres et manuels de références
- (en-US) Landon R.Y. Storrs, Civilizing Capitalism: The National Consumers' League, Women's Activism, and Labor Standards in the New Deal Era, Chapel Hill, University of North Carolina Press, 17 avril 2000, 418 p. (ISBN 9780807848388, lire en ligne)
- (en-US) Nancy Woloch, A Class by Herself: Protective Laws for Women Workers, 1890s-1990s, Princeton University Press, 20 avril 2015, 352 p. (ISBN 9780691002590, lire en ligne), p. 5-30

### Articles
- (en-US) Florence Kelley, « The Consumers' League », The American Journal of Nursing, Vol. 1, No. 9,‎ juin 1901, p. 646-649 (lire en ligne ),
- (en-US) Collectif, « The Consumer's Control of Production: The Work of the National Consumers' League », The Annals of the American Academy of Political and Social Science, Vol. 34,‎ juillet 1909, p. 1-3+5-83 (83 pages) (lire en ligne )
- (en-US) Collectif, « The Work of the National Consumers' League. During the Year Ending March 1, 1910 », The Annals of the American Academy of Political and Social Science, Vol. 36,‎ septembre 1910, p. 1-3+5+7-75 (74 pages) (lire en ligne ),
- (en-US) Collectif, « Work of National Consumers' League, Volume II », The Annals of the American Academy of Political and Social Science, Vol. 38,‎ septembre 1911, p. 1-3+5+7-77 (81 pages) (lire en ligne )
- (en-US) Clement E. Vose, « The National Consumers' League and the Brandeis Brief », Midwest Journal of Political Science, Vol. 1, No. 3/4,‎ novembre 1957, p. 267-290 (24 pages) (lire en ligne ),